# Krzepielów (przystanek kolejowy)
Krzepielów – nieczynny kolejowy przystanek osobowy na linii nr 305 w Krzepielowie, w województwie lubuskim, w Polsce.